# Дух
Дух (грч. пнеума, нус и психа; лат. spiritus, mens, animus и anima; хебр. руах, арап. рух) јест вишеслојан филозофски појам који може имати разна значења, од којих су нека:
- нематеријална страна човекова, слична души, која може напустити тело;
- унутрашња суштина човека, свеукупност карактера, знања и убеђења;
- свеопшти карактер неке ствари, на пример: дух епохе, народни дух, дух времена;
- велики Дух у веровањима америчких староседелаца;
- свети Дух у хришћанству;
- дисање, дување, ваздух;
- покретачка сила у човеку;
- привиђење;
- злодух;
- авет

У народном веровању, дух је витални принцип или оживљавајућа сила у свим живим бићима. Још 1628. и 1633, и Вилијам Харви и Рене Декарт су спекулисали да се негде у телу, на посебном месту, налази „витални дух“ или „витална сила“, која оживљава цео телесни оквир, баш као што мотор у фабрици покреће машинерију у њој.
Дух је често замишљан као натприродно биће, или нефизички ентитет; на пример, демон, вила или анђео. Међутим, у древној исламској терминологији, дух (rūḥ) се односи само на чисте духове, али не и на друга невидљива створења, као што су џини, демони и анђели.
Историјски гледано, дух се користио за означавање „суптилне“ за разлику од „грубе“ материјалне супстанце, као што је наведено у значајном последњем параграфу Principia Mathematica серa Исака Њутна. У енглеским Библијама, „the Spirit” (са великим „S”), посебно означава Светог Духа.
Концепти духа и душе се често преклапају, и верује се да оба преживе телесну смрт у неким религијама, а „дух“ такође може имати осећај духа, односно манифестацију духа преминуле особе. Дух се такође често користи за означавање свести или личности.

## Етимологија
Најстарије значење речи дух указује на ваздух, оно што се свуда налази, што се лако покреће и што покреће све друго као ветар, што је најчешће невидљиво, али постаје видљиво кад добије облик магле или облака.
Српска реч дух је настала од старословенске речи дъх, која је истовремено означавала дах, дух и душу, а из које су такође настале речи ваздух (вас-дух, у значењу: сав дух) и дисање. Латинска реч "spiritus", од које је настао појам "spirit" у већини западних језика, такође значи дах. Исто значење има и грчка реч пнеума.

## Дух у митологији и религији
Древне митологије су успоставиле везу између дисања и душе као основних знакова и принципа живота; дух у том смислу постаје дах, оно што одржава живот, а за онога ко је умро каже се да је издахнуо. У египатској митологији Шу је бог-ветар. У месопотамској митологији, Ен-Лил (Господар олуја) надзире све области света, обухвата цело небо и земљу.

### Анимизам
У анимизму је распрострањено веровање о постојању нељудских духова, духова природе. Они су блиско повезани с објектима као што је планина, река, сунце, месец итд. или процесима природе као што су гром и муња, плодност итд. Цела природа је настањена духом, који суштински прожима објект или процес и даје му суштинску природу и својства. Тај однос је потпуно аналоган начину на који дух обитава у људском бићу и удахњује му живот. Духовима придаје се придају различити ступњеви и врсте моћи, у зависности моћи природне појаве која је у питању и њеног претпостављеног расположења према људским бићима (благонаклоно, злоћудно, незаинтересовано, хировито).

### Пелашки мит
Пелазги, староседеоци Грчке, имали су мит о стварању свијета по коме се Еуринома, богиња свих ствари, подигла из хаоса, одвојила је небо од земље, па је, крећући се према југу, својом игром стварала ветар (дух) који јој је постао надахнуће за стварање; из тог ветра родила се велика змија Офион (исконски зао дух у Библији који наговара Еву и Адама да почине први грех); ветар северац из којег се родила змија Офион назван је касније у грчкој митологији Бореј и приписивана му је оплодна моћ (аналогија: девичанско зачеће Маријино уз суделовање Духа).

### Јудаизам
Јеврејска реч руа'х, која се обично преводи као дух, има изворно значење ветар; у првој књизи Постања (1,2) дух Божји (руа'х) лебди над воденом пустоши; тај ветар (дух) има разнолику моћ: он може да руши куће, дрвеће и да потапа лађе на отвореном мору (Језекиљ, 13,13; 27,26), може да својим врелим дахом суши земљу и чини је неплодном (Излазак, 14,21), али такође и да разлије по земљи воду која даје живот (Прва књига о царевима, 18,45). Према древној јеврејској мисли, руах људског бића био је дах, подарен од Бога; присуство руаха конституисало је живо биће (нефес), а његов губитак значио је смрт (Пост. 2,7). Руах је пребивао у ноздрвама, али је нефес, када је бивао локализован, смештан у крв (Пост. 9,4; Лев. 17,11), главу, срце или унутрашње органе. Касније је руах постао седиште већине психичких процеса.
Дух се често персонификује и задобија индивидуална својства, која се најчешће односе на његову етичку природу, постајући „добар дух“ или „зао дух“. У јеврејско-хришћанској традицији анђели су гласници божји и извршиоци божанске воље - добри духови, а демони, помагачи Сатане („палог анђела") - зли духови. Њима човек може бити опседнут и на тај начин телесно или душевно оболети. Испољавања опседнутости злим духом могу укључивати симптоме деменције, кататоније, епилепсије и много шта друго. У блажој варијанти опседнутост се испољава као захваћеност „духом мржње“, разврата, злобе и сл. Истеривање духова (егзорцизам) било је раширено.

### Хришћанство
У Септуагинти, грчка психе је поистовећена с јеврејским нефесом, а пнеума с руахом. Старозаветни хебрејски појам руах елохим (дух божји) је много дубље развијен као грчки пнеума тхеоу (дух божји, свети дух) у Новом завету. Хришћанска ортодоксија строго је одредила место Светог Духа у Светом Тројству и направила разлику између правих испољавања божанског дара и испољавања демонске или сатанске силе. У хришћанској иконографији свети Дух се обично представља у виду голуба.

## Дух у филозофији
У старогрчкој филозофији, дух најпре има значење искона (архе) свих ствари, па је или аер (ваз-дух) код милећанина Анаксимена, или је један од четири елемента код Емпедокла (остала три су: вода, ватра и земља).

### Анаксагора
Промене у филозофским схватањима духа наступају Анаксагориним увођењем појма нус (гр. νοῦς), у којем су задржани елементи митских и јонских представа о духу као нечем просторном, што нема чврсти телесни облик, али има значајно место у настанку и бивању поретка физичких ствари: 
| „                     | "Нус је безграничан и самодржачки, није помешан ни са једном ствари него јесте као он сам и по самом себи... А кад би био помешан са стварима то би га спречавало да влада над њима онако како он то може будући сам по себи. Он је најфинија и најчистија од свих ствари, има целокупно знање о свему и највећу снагу; нус влада над свим што има душу било да је то веће или мање. Нус такође управља целокупним кружењем јер он је искон целокупног кружења“. | ” |
| — Анаксагора, фр. 12. | |   |

### Платон
Платон је увео појам пнеуме (етимолошки: »ветар«), која је на макрокосмичкој равни представљала »дах универзума« а на микрокосмичкој равни душу (психе) људског бића. И Сократ и Платон су говорили о надахнућу које долази од универзалне пнеуме и производи поезију и екстазу.

### Аристотел
Аристотел је у спису „О души“ Анаксагорину представу духа (нуса) повезао са јонским представама о души света, као самопокретном принципу живота и сваког обликовања:
| „                   | Нус се као душа налази у животињама и у великим и у малим, и у бољим и у горим. | ” |
| — Аристотел, О души |                                                                                 |   |

### Стоичари
Стоичари етимолошки изводе термин појам (ендета) из нуса, поимајући дух као поимање (аналогија у српском језику: ум и раз-ум-евање). Стоичари разликују нус (ум као моћ поимања) од пнеума, којем не приписују бестелесна својства, јер оно што је бестелесно не може ни да дела, ни да трпи делање. Пнеума настаје од ватре и ваздуха, шири се кроз сва тела и тако их оживљава. Дух је, за стоичаре, исто што и душа (психе = топла пнеума), принцип живота уопште.
Ипак, значења нуса и пнеуме нису нигде строго одељена, а код римских стоичара, александринаца и новоплатоничара и нус и пнеума се често односе на спознајни и беспожудни део људске душе који води повратку (рефлексији) јединке у исконску духовност. Код хришћанских апологета, нус је делатни дух божји, а пнеума онај дах којим Бог удахњује или надахњује живот, који се отелотворује, индивидуализује и траје до издахнућа када се прах враћа праху, а оно духовно своме искону.

### Неоплатонизам
Супротстављање духа материји је дошло до пуног изражаја тек у првим вековима наше ере у новоплатоничарској, гностичкој и хришћанској теолошкој мисли, а код гностичара и манихејаца је изведено до крајњег дуализма. Плотин материјау схвата као пуку негацију, као простор или празнину кроз коју се пробија једини позитивитет - дух као светлост и доброта која истиче из Једног; материја је на тај начин схваћена као услов испољавања духа. Супротност и различитост духа и материје је повезивана са различитошћу Бога и света (насупрот стоичког пантеизма).

### Нововековна филозофија
У нововековној филозофији, дух је или самостална супстанција (res cogitans у картезијанској традицији) или један од атрибута апсолутне супстанције, а схваћен је изразито ноетски (као нус, логос, рацио, разум, ум).

### Хегел
Апсолутни дух је Хегелов израз дефинисан као вечно стварна истина, у којој је знајући ум слободан за себе, а нужност, природа и историја служе само као средство његовом објављивању. (Хегел, Е. Ф. Н. параграф 552).
Објективни дух је Хегелов израз дефинисан као „умна воља“ или као „апсолутна идеја која бивствује по себи“, испољава се „на тлу коначности“ и „зна себе као слободнога који себе хоће као свој предмет, тј. своју бит има за своје одређење и за сврху“ (Е Ф. Н. параграфи 482 и 483). Објективни дух се испољава и као појединачна воља уколико је „умна“, уколико се њена слобода заснива на сазнатој нужности, и као „општа воља“ уколико се она испољава у етосу, у народном животу, држави и праву.
Субјективни дух је Хегелов израз који обухвата: (1) душу или „природни дух“ (дух по себи или „непосредан дух"; то је предмет антропологије); (2) свест (дух за себе или „посредовани дух“, дух који се односи према себи или према другоме; то је предмет феноменологије духа); (3) субјект, особа, самосвесни индивидуалитет у којем се инкарнира „објективни“ и „апсолутни дух"; субјект-персона је предмет психологије (Хегел, Е Ф. Н. параграф 367). Субјективни дух према Хегелу, обухвата „теоријски“ и „практични дух“ а његови су производи у теоријском реч (у смислу логоса), у практичном уживање (Хегел, Е Ф. Н. параграф 444).